# Blang Pie
Blang Pie is een bestuurslaag in het regentschap Aceh Utara van de provincie Atjeh, Indonesië. Blang Pie telt 176 inwoners (volkstelling 2010).